# RKAVV

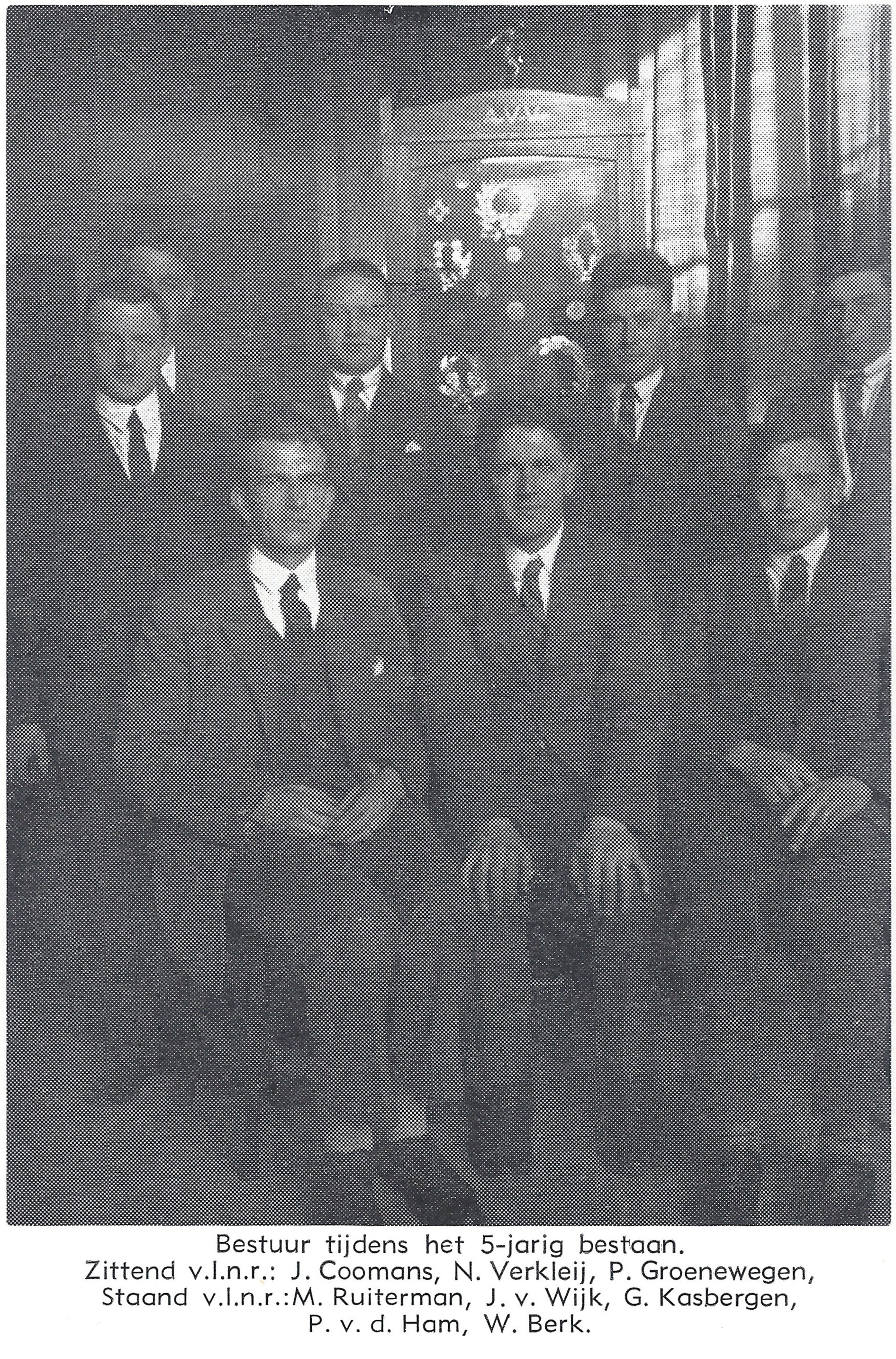

Rooms-Katholieke Aloysius Voetbalvereniging (RKAVV) is een Nederlandse amateurvoetbalvereniging uit het Zuid-Hollandse Leidschendam. De club werd op 10 januari 1922 opgericht. De thuiswedstrijden worden op “Sportpark Kastelenring” gespeeld.
Het standaardelftal speelt in de Vierde divisie (2023/24). 

## Geschiedenis
In 1922 werd de Aloysius Voetbalvereniging (AVV) opgericht. De aanleiding hiervoor was de vraag die kapelaan Van Emmerik in 1921 kreeg van enkele jongelui van het Patronaat. In 1944 werd de naam gewijzigd in RKAVV en telde de vereniging 200 leden. De oorlogsjaren waren moeilijke jaren: twee leden sneuvelden en veel leden werden tewerkgesteld in Duitsland. Na de oorlog kwam het eerste clubblad uit, werd de supportersvereniging Quo Vadis opgericht en groeide RKAVV snel. In 1962 telde de club zeventien elftallen en in 1972 al 56 teams waaronder twee vrouwenelftallen.
In 2015 mocht RKAVV voor het eerst meedoen met de KNVB Beker voor profclubs. In de 1e ronde werd echter met 0-1 verloren van VV Staphorst.
In 2023 stopte de club met zondagvoetbal en werd zaterdag de voorkeursspeeldag.

## Kampioenschappen
RKAVV is een aantal keren kampioen geworden in diverse klassen.
| Seizoen   | Klasse          | Aantal wedst. | Aantal pnt. |
| --------- | --------------- | ------------- | ----------- |
| 1929/1930 | 3e klasse DHVB  | ?             | ?           |
| 1935/1936 | 2e klasse DHVB  | ?             | ?           |
| 1940/1941 | 1e klasse E HVB | ?             | ?           |
| 1946/1947 | 4e klasse B     | 18            | 30          |
| 1964/1965 | 3e klasse A     | 22            | 35          |
| 1971/1972 | 3e klasse B     | 22            | 32          |
| 1981/1982 | 4e klasse B     | 22            | 32          |
| 1982/1983 | 3e klasse A     | 22            | 32          |
| 1986/1987 | 2e klasse A     | 24            | 38          |
| 1996/1997 | 3e klasse A     | 20            | 40          |
| 2000/2001 | 2e klasse C     | 22            | 56          |
| 2010/2011 | 1e klasse B     | 26            | 57          |
| 2014/2015 | 1e klasse B     | 26            | 65          |

## International
RKAVV heeft een latere international voortgebracht. Op 22 februari 1995 speelde Edwin Vurens zijn eerste, en enige, interland voor het Nederlands elftal; een met 0-1 verloren vriendschappelijke wedstrijd tegen Portugal.

## Clubkleuren en tenue
De clubkleuren zijn rood en wit. Men speelt in een wit shirt met rode verticale baan in het midden (wit-rood-wit). Hieronder worden een zwarte broek en rood-wit gestreepte sokken gedragen.

## Locatie
RKAVV is een echte Leidschendamse vereniging, die op verschillende plaatsen in de gemeente haar thuishaven heeft gehad:
| Periode    | Thuishaven             |
| ---------- | ---------------------- |
| 1922-1924  | Smidslaan              |
| 1924-1939  | St. Willibrordusstraat |
| 1939-1947  | Veurse Achterweg       |
| 1947-1965  | Van Ruysdaellaan       |
| 1965-1991  | Heuvelweg              |
| 1991-heden | Kastelenring           |

RKAVV speelt zijn thuiswedstrijden op Sportpark Kastelenring, welke gedeeld wordt met zaterdagvereniging Sport en Vriendschap (SEV). Het terrein heeft zeven velden, twee pupillenveldjes en twee trainingsvelden. Vier velden zijn voorzien van kunstgras. Tussen de twee kantines ligt een sporthal waar verschillende sporten worden beoefend. Het hoofdveld, dat beide clubs delen, heeft een overdekte tribune aan de ene zijde en een open staantribune aan de andere zijde. Het complex heeft 24 kleedkamers.

## Competitieresultaten 1942–2023
| 7 4B |

| 5 4B |

| 5 4B |

|  |

| 2 4B |

| 1 4B |

| 5 3E |

| 8 3A |

| 3 3A |

| 9 3B |

| 6 3A |

| 4 3B |

| 8 3A |

| 2 3B |

| 10 2A |

| 11 2A |

| 5 2A |

| 11 2A |

| 12 2A |

| 4 3A |

| 4 3B |

| 5 3A |

| 8 3B |

| 1 3A |

| 9 2A |

| 4 2A |

| 12 2A |

| 7 3A |

| 7 3B |

| 8 3B |

| 1 3B |

| 3 2A |

| 5 2A |

| 2 2A |

| 5 2A |

| 12 2A |

| 4 3A |

| 10 3B |

| 4 3A |

| 2 4B |

| 1 4B |

| 1 3A |

| 9 2A |

| 5 2A |

| 10 2A |

| 1 2A |

| 8 1B |

| 10 1B |

| 6 1B |

| 11 1A |

| 8 2A |

| 6 2A |

| 11 2A |

| 7 3B |

| 8 3A |

| 1 3A |

| 5 2C |

| 6 2C |

| 3 2C |

| 1 2C |

| 9 1B |

| 3 1B |

| 6 1B |

| 4 1B |

| 7 1B |

| 5 1B |

| 7 1B |

| 8 1B |

| 8 1B |

| 1 1B |

| 5 A |

| 10 A |

| 12 A |

| 1 1B |

| 8 A |

| 11 B |

| 9 A |

| 11 B |

| 3* A |

| -- A |

| 6 A |

| 2 A |

| Hoofdklasse/4e Divisie | Eerste klasse | Tweede klasse | Derde klasse | Vierde klasse |

In elke staaf van de grafiek staat van boven naar beneden vermeld: 
- Eindnotering

Dit is de positie die de club heeft bereikt in de competitie, zonder eventuele beslissings-, play-off- of nacompetitiewedstrijden die nodig zijn geweest om bijvoorbeeld de kampioen van de competitie te bepalen.
Indien een * achter het getal staat is de notering een tussenstand en kan het zijn dat de notering niet overeenkomt met de uiteindelijke eindstand van de competitie.
Staat er een - dan is het seizoen nog bezig en is er geen definitieve uitslag bekend.
Staat er xx op de positie van de notering, dan heeft de club vroegtijdig de competitie verlaten. Dit kan onder andere komen door terugtrekking van het team, faillissement van de club of door een uitgedeelde straf van de KNVB. In veel gevallen staat elders in het artikel de reden vermeld.
Staat er een ? dan is het resultaat uit het verleden onbekend, en is alleen de competitie of het niveau bekend van dat seizoen.
In de seizoenen 2019/20 en 2020/21 werd wegens de coronacrisis het amateurvoetbal afgebroken. Daardoor kennen deze staven geen eindklassering (middels -- weergegeven).
- Competitieniveau en afdelingsletter of Officiële eindstand Eredivisie
  - Competitieniveau en afdelingsletter

Hierbij geeft het getal het niveau weer, dat ook terug te vinden is in de legenda. De letter is de afdelingsaanduiding en wordt gebruikt wanneer er meer afdelingen zijn op hetzelfde niveau. De afdelingsletter is altijd een hoofdletter en wordt meestal zonder nummer gebruikt.
Voorbeeld: 2F is niveau 2e klasse competitie F.
Het competitieniveau en nummer wordt niet vermeld wanneer er slechts één competitie van dit niveau was.
  - Officiële eindstand Eredivisie (getal staat tussen haakjes vermeld)

Sinds de introductie van play-offwedstrijden voor Europees voetbal na afloop van de reguliere competitie in 2005/06, is de KNVB verplicht een eindstand van de Eredivisie door te geven aan de UEFA aan de hand van deze play-offwedstrijden.
Bij deze eindstand staan clubs die zich hebben gekwalificeerd voor Europees voetbal hoger dan clubs die zich niet wisten te kwalificeren. Indien er geen verschil was tussen de eindnotering en de officiële eindstand, staat dit getal niet vermeld.

- Onderafdeling

Hier staat afgekort de naam van de onderafdeling indien de club in dat jaar in een onderafdeling uitkwam. Tevens staat deze afkorting in de legenda en wordt gelinkt naar het artikel over deze onderafdeling. Deze afkorting wordt alleen vermeld wanneer de club in het verleden in verschillende onderafdelingen heeft gespeeld. Deze vermelding is in de staaf altijd in kleine letters. Deze onderafdelingen zijn na het seizoen 1995/96 afgeschaft. Heeft de club in slechts één onderafdeling gespeeld, dan is dit alleen terug te vinden in de legenda.
Onder de staaf staat het jaartal vermeld waarin het seizoen is afgesloten. 15 verwijst naar het seizoen 2014/15 of eventueel het seizoen 1914/15.
Wanneer een staaf leeg is, zijn deze gegevens niet bekend. Het kan ook zijn dat de club dat seizoen niet heeft meegespeeld op het hogere amateurniveau, vroegtijdig de competitie heeft verlaten of uit de competitie is gezet.

In het seizoen 1944/45 was er wegens de Tweede Wereldoorlog geen regulier competitievoetbal.

## RKAVV TV
Op 1 januari 2011 ging RKAVV TV van start. In de wekelijkse uitzending wordt de wedstrijd van het eerste elftal behandeld en wordt er een kijkje genomen bij de jeugd.

## Trainers
| Seizoen   | Trainer           | Assistent trainer(s)                                 |
| --------- | ----------------- | ---------------------------------------------------- |
| 2000/2001 | Rob Kiebert       | Jos van der Helm                                     |
| 2001/2002 | Rob Kiebert       | Jos van der Helm                                     |
| 2002/2003 | Jos van der Helm  | John Koole                                           |
| 2003/2004 | Jos van der Helm  | John Koole                                           |
| 2004/2005 | Jos van der Helm  | Henk van Dorp                                        |
| 2005/2006 | Jos van der Helm  | Bas Steffens                                         |
| 2006/2007 | Peter Klomp       | Bas Steffens                                         |
| 2007/2008 | Peter Klomp       | Robert van Wijk                                      |
| 2008/2009 | Peter Klomp       | Peter Bos                                            |
| 2009/2010 | Bas Steffens      | Wijnand Bakker & Steven Faber                        |
| 2010/2011 | Bas Steffens      | Wijnand Bakker & Jan de Jong jr.                     |
| 2011/2012 | Bas Steffens      | Wijnand Bakker & Jan de Jong jr.                     |
| 2012/2013 | Bas Steffens      | Wijnand Bakker & Jan de Jong jr.                     |
| 2013/2014 | Bas Steffens      | Wijnand Bakker & Jan de Jong jr.                     |
| 2014/2015 | Bas Steffens      | Jan de Jong jr. & Frank den Elzen                    |
| 2015/2016 | Bas Steffens      | Jan de Jong jr. & Frank den Elzen                    |
| 2016/2017 | Robin Knoester    | Jan de Jong jr. & Ruben Jordan/Patrick van Pruijssen |
| 2017/2018 | Maurizio Ceccucci | Jan de Jong jr. & Patrick van Pruijssen              |
| 2018/2019 | Maurizio Ceccucci | Jan de Jong jr. & Patrick van Pruijssen              |
| 2019/2020 | Maurizio Ceccucci | Jan de Jong jr. & Patrick van Pruijssen              |
| 2020/2021 | Maurizio Ceccucci | Patrick van Pruijssen                                |
| 2021/2022 | Maurizio Ceccucci | Patrick van Pruijssen                                |
| 2022/2023 | Maurizio Ceccucci | Patrick van Pruijssen                                |

## Bekende (oud-)spelers
- Zakaria Amrani
- Wim Anderiesen jr.
- Ayoub Boukhari
- Rob van der Meer
- Edwin Vurens